# Fosby
Fosby es el centro administrativo del municipio de Aremark, en la provincia de Østfold, Noruega. Su población era de 353 habitantes en 2014. Está ubicado a 25 km al noreste de Halden.